# NGC 2053
NGC 2053 (również ESO 86-SC17) – gromada otwarta, znajdująca się w gwiazdozbiorze Złotej Ryby, w Wielkim Obłoku Magellana. Odkrył ją John Herschel 2 stycznia 1837 roku.